# Qina
Qina eller Qena (arabisk: قنا Qinā, lokalt: [ˈɡena]; koptisk: ⲕⲱⲛⲏ Konē ) er en by i Øvre Egypten og hovedstaden i guvernementet Qina. Den ligger på den østlige bred af Nilen, og var det kendt i antikken som Kaine (græsk Καινή, der betyder "ny (by)"; latiniseret translitteration: Caene) og Maximianopolis. Gauthier identificerer Qina med oldtidens Shabt. Qina betyder på arabisk "meget rød" af frugtbar jord.
| M8 | G1 | D58 | X1 | M43 |

| M8 | G1 | D58 | X1 | M43 |

## Geografi
Byen der er provinshovedstad ligger omkring 95 km fra El Balyana og 63 km nord for Luxor. Den er mest kendt for at ligge nær ruinerne af Denderatemplerne (en). Quinas velstand i nyere tid skyldes åbningen af ruten til Det Røde Hav gennem Wadi Qena, som forbinder Øvre Egypten og Det Røde Hav. Turister, der rejser mellem Luxor og Det Røde Hav, vil helt sikkert passere gennem denne by, da der kun er én god vejforbindelse. Qena er kendt for sit keramik. Qena er også kendt for sine store smukke bjerge og grønne natur.
South Valley University har et campus i Qena.
Qena har en af de højeste koncentrationer af koptiske kristne i Egypten (ca. 35% af den samlede befolkning).

## Historie
Ud over sin gamle egyptiske arv som byen Caenepolis  har Qina en betydelig islamisk arv og mange moskeer med unik arkitektur. Qina har været vidne til store restaureringer og blev nummer tre i UNESCOs byskønhedskonkurrence.
Det amerikanske luftvåben udførte klassificerede operationer fra Wadi Qena-flyvepladsen fra 1970'erne til 1990'erne under kodenavnene Coronet Scabbard, Coronel Aspen, Coronet Drake og Coronet Mallard. En del af disse operationer omfattede sandsynligvis flyvninger under Desert One-redningsforsøgene for de amerikanske gidsler i Teheran i slutningen af 1970'erne.